# Dassault Falcon 2000
Dassault Falcon 2000 — реактивный административный самолёт.
Выпускается компанией Dassault Aviation, сконструирован на базе Falcon 900. От последнего отличается двумя двигателями вместо трех, имеет меньший размер и меньшую дальность полета.
Опытный образец самолёта совершил свой первый полёт в 1993 году.

## Разработка и производство
По сравнению с предшественником, фюзеляж Falcon 2000 был укорочен на 2,1 метра (7 футов). Вместимость составила 10 пассажиров. Была изменена передняя кромка крыла, убраны внутренние предкрылки. Он был представлен в 1995 году за 17,85 миллиона долларов, в то время как последняя версия Falcon 2000LXS оценивается уже в 36 миллионов долларов.

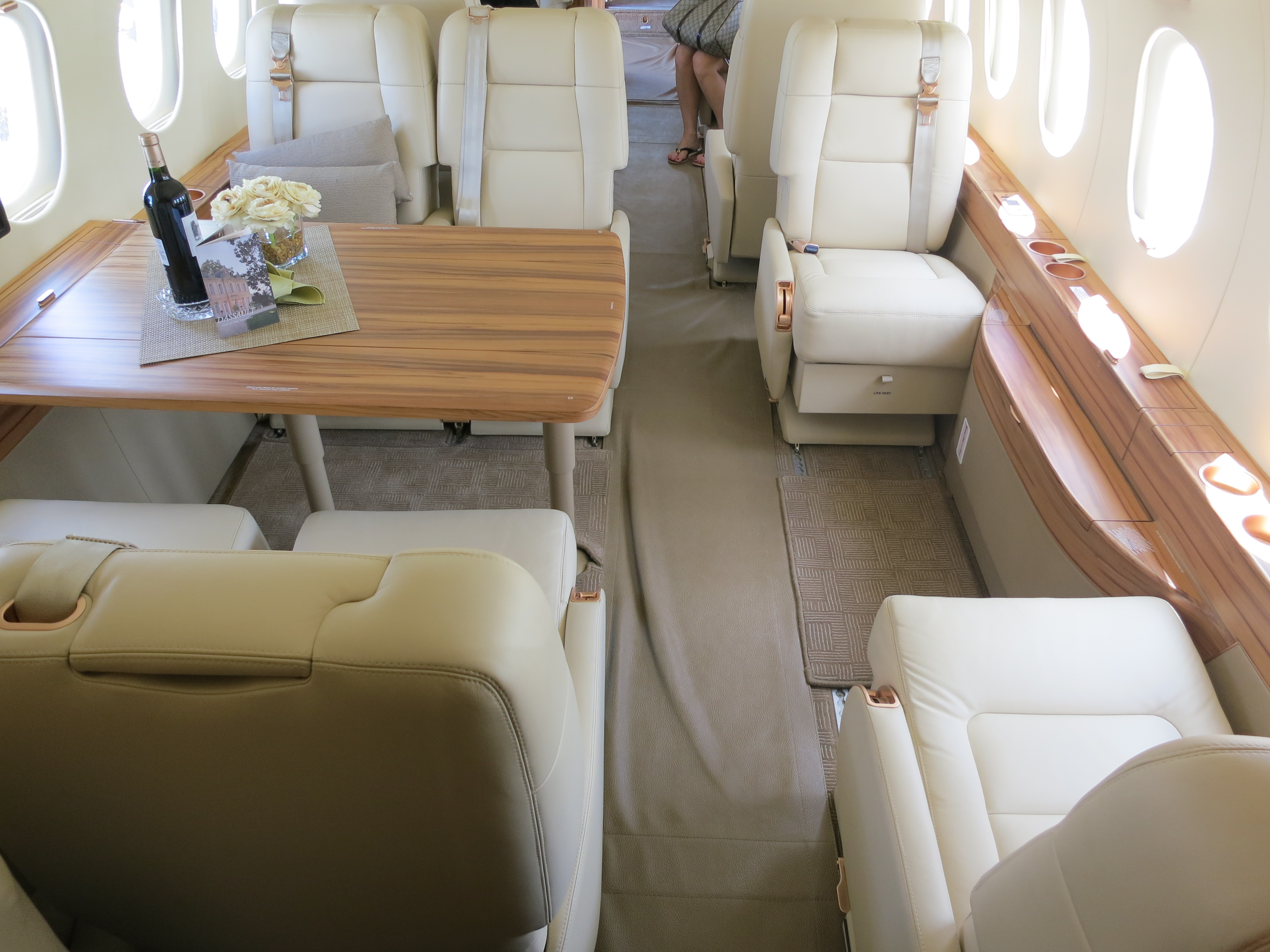
Пассажирский салон Dassault Falcon 2000LX

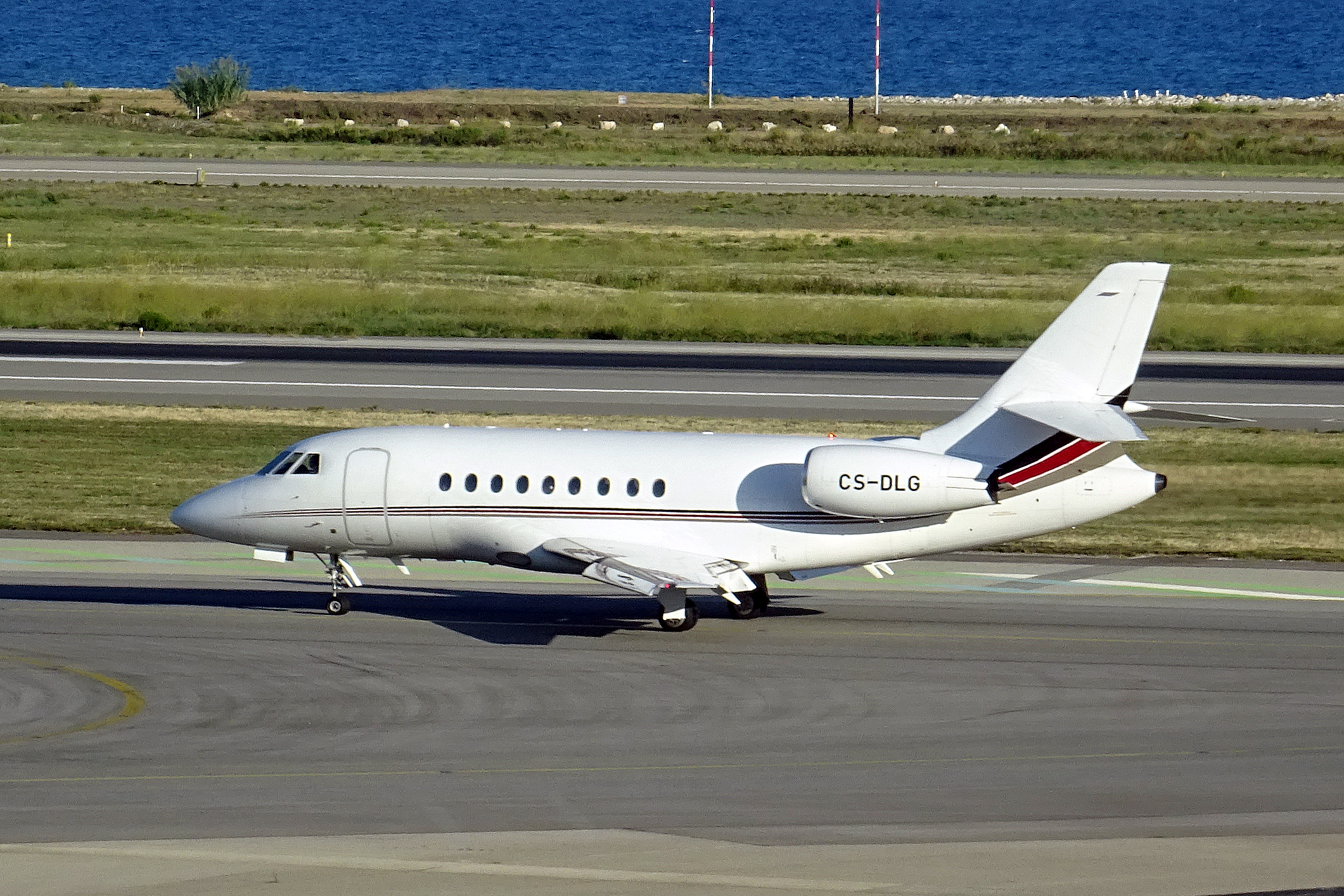
Dassault Falcon 2000EX авиакомпании NetJets Europe

## Варианты

### Falcon 2000
Оригинальная версия сертифицированная в 1994 году с двигателями General Electric/AlliedSignal CFE738-1-1В. Тяга каждого из двигателей составляла 2670 кгс (26,32 кН). Практическая дальность составила 5 562 км. Самолет оснащался комплектом авионики Collins Pro Line 4 производства американской Rockwell Collins.

### Falcon 2000EX
Вариант сертифицированный в 2003 году. Оснащался двигателями Pratt & Whitney Canada PW308C, каждый тягой 3 175 кгс (31 кН) с увеличенной практической дальностью в 7 182 км.
Falcon 2000EX EASy
Вариант сертифицированный в 2004 году. Маркетинговое обозначение модели 2000EX с изменениями в системах наддува и гидравлики. Также была применена новая электронная система пилотажных приборов EASy avionics suite с использованием системы синтезированного видения производства Honeywell Aerospace.
Falcon 2000DX
Вариант модели 2000EX EASy (сертификация 2007 года) с двигателями Pratt & Whitney Canada PW308C с уменьшенной дальностью полета (6 020 км). Рыночная стоимость 28,5 миллионов долларов США.
Falcon 2000LX
Вариант Falcon 2000EX EASy с использованием винглетов производства американской компании Aviation Partners, обеспечивающих дальность полета 7400 км. Одни и те же винглеты сертифицированы для всей серии Falcon 2000 в качестве комплекта для модернизации всех самолётов.
Falcon 2000S
Вариант предназначенный для взлета и посадки с коротких ВПП (разработка началась в 2011 году). Посадочная дистанция сокращена до 705 метров, что открывает на 50 % больше региональных аэропортов, чем для других самолётов аналогичного класса. По сравнению с более дорогим (на 5 миллионов долларов) LX, дальность полета 2000S короче на 800 км за счет ограничения запаса топлива на борту до 6 600 кг. Используя 1070—1090 кг горючего в первый час и 1600—1650 фунтов (730—750 кг) после этого он может взлетать с аэродромов, расположенных на высоте 1318 метров над уровнем моря. В 2021 году его цена составила 28,8 миллиона долларов.
Falcon 2000LXS
Вариант замены версии 2000LX, представленный в 2014 году. По сравнению со своим предшественником, Falcon 2000LXS предлагает значительно улучшенные взлетно-посадочные характеристики, более комфортный пассажирский салон и снижение выбросов газов в атмосферу. Он также имеет меньшую скорость захода на посадку (194 км/ч против 210 км/ч), что позволяет ему приземляться на меньшие расстояния на взлетно-посадочной полосе (689 м против 800 м), что эквивалентно турбовинтовому самолёту. В 2021 году его цена составила 35,1 миллиона долларов.
Falcon 2000MRA/MSA
Самолёт морской разведки (MRA) или самолёт морского наблюдения (MSA) представляет собой военизированный вариант на базе Falcon 2000LXS. Шесть Falcon 2000MSA были заказаны береговой охраной Японии в 2015 году, поставки ожидаются начиная с 2019 года.
Falcon 2000 Albatros
Созданный на базе Falcon 2000MRA, Falcon 2000 Albatros был выбран в 2020 году для замены самолётов Falcon 50 Surmar и Falcon 200 Gardian французской военно-морской авиации. Самолёт предназначен для морского наблюдения и связи. Он будет включать в себя многофункциональный радар, расположенный под фюзеляжем, высокопроизводительную оптико-электронную систему наблюдения, смотровые окна, систему сброса поисково-спасательной цепи и специализированные системы связи. Было заказано семь единиц, которые должны быть поставлены начиная с 2025 года, при этом запланировано приобретение ещё пяти единиц, всего двенадцать самолётов.

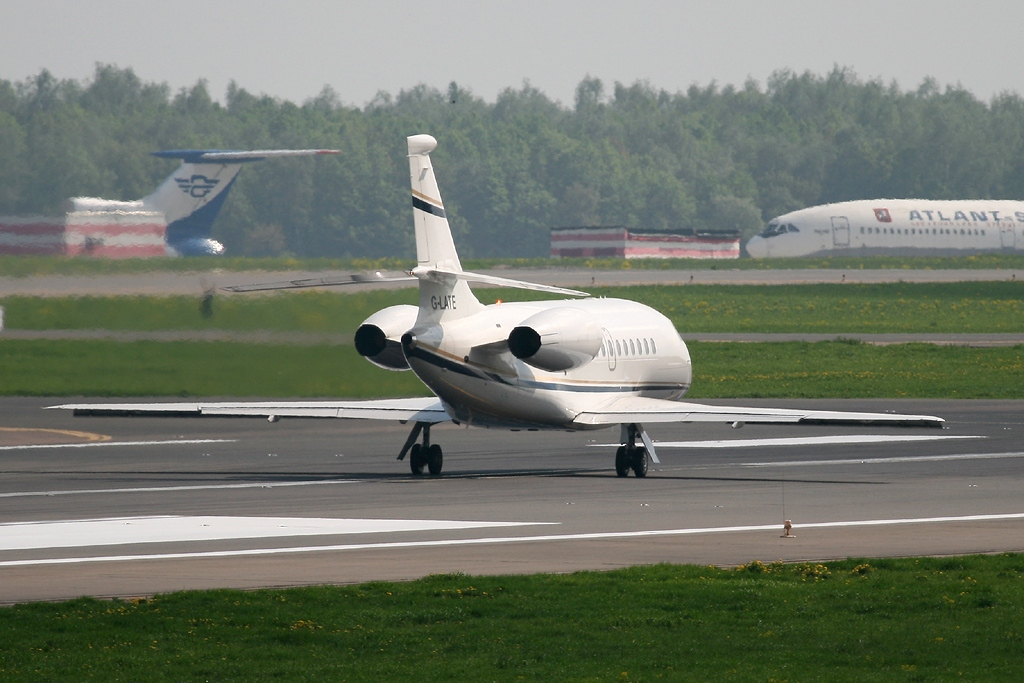
Dassault Falcon 2000EX в аэропорту Внуково в 2012 году.

## Операторы

### Гражданские операторы
Самолет эксплуатируется частными лицами, компаниями и  чартерными операторами. Ряд компаний также используют самолет в рамках программ долевого владения.

### Военные и правительственные операторы
Болгария
- ВВС Болгарии - 28-й авиаотряд (перевозка членов Правительства и высших должностных лиц государства)

 Словения
- ВВС Словении - 152-я авиационная эскадрилья[10]

 Таиланд
- Королевская полиция Таиланда

 Франция
- ВВС Франции - один Falcon 2000EX и один Falcon 2000LX на службе. Оба самолета используются для нужд правительства и Президента Франции.
- ВМС Франции - 7 самолетов Falcon 2000 Albatros заказано, еще 5 в планах на заказ.

 Республика Корея
- ВВС Республики Корея - 2 самолета Falcon 2000 электронной разведки заказано[11].

## Технические характеристики
- Размах крыла, м 19,33
- Длина самолёта, м 20,21
- Высота самолёта, м 7,55
- Площадь крыла, м² 49,00
- Масса, кг
  - пустого снаряжённого самолёта 9730
  - максимальная взлётная 16556
- Топливо, л 6865
- Тип двигателя 2 ТРДД General Electric/AlliedSignal CFE738-1-1B
- Тяга, кгс 2 x 2670
- Максимальная скорость, км/ч 922
- Крейсерская скорость, км/ч 880—911
- Экономичная скорость, км/ч 796
- Практическая дальность, км 5778
- Практический потолок, м 14330
- Экипаж, чел 2
- Полезная нагрузка 10 — 19 пассажиров
- длина салона: 7.98 м
- ширина салона: 2.34 м
- высота салона: 1.88 м
- количество пассажиров: до 15
- объём багажника: 3.8 м³